# Vok Pňovický ze Sovince
Vok Pňovický ze Sovince byl moravský šlechtic, který pocházel z rodu pánů ze Sovince.
Jeho otcem byl Jan II. Pňovický ze Sovince, matkou Machna z Lomnice. Vok je uváděn poprvé uvádí v listinách roku 1499, kdy díky vlivu svého otce získal funkci olomouckého purkrabího. Po smrti otce roku 1507 měli synové Vok a Heralt hospodařit na zděděných statcích společně, ovšem nakonec došlo v roce 1510 k jejich rozdělení. Vok získal hrad Sovinec se čtyřmi městečky a 14 vesnicemi, Heralt tvrz Pňovice se šesti vesnicemi.
Oba bratři se snažili podnikat na svých panstvích, Vok zejména v těžbě drahých kovů, Heralt v rybníkářství. Oba dva se však stále zadlužovali. Heralt dokonce musel prodat své panství a upadl do bezvýznamnosti. Jeho tři synové dožívali v chudobě a poslední z nich zemřel roku 1542.
Vok Pňovický ze Sovince byl úspěšnější než jeho mladší bratr. V letech 1516–1518 dosáhl vrcholu své kariéry, když vykonával funkci nejvyššího moravského sudího. V roce 1526 byl Vok pověřen funkcí výběrčího zvláštní daně na obranu země před tureckým nebezpečím. Zemřel roku 1531.
Se svou ženou Eliškou z Dubé měl Vok jediného syna Ješka Pňovického ze Sovince. Ten po otci zdědil zadlužené panství a propadal se do stále narůstajících dluhů. V roce 1545 vložil Sovinec s panstvím Kryštofovi z Boskovic, čímž páni ze Sovince nadobro ztratili svůj rodový majetek. Ješkovou smrtí roku 1549 vymřela tato rodová větev.